# اکسپرس‌جت
اکسپرس‌جت (به انگلیسی: ExpressJet) یک شرکت هواپیمایی با کد یاتا EV است که در ۱۹۷۹ میلادی تأسیس شده‌است. دفتر مرکزی اکسپرسجت در کالج پارک، ایالات متحده آمریکا واقع شده‌است و به ۱۹۴ مقصد، پرواز انجام می‌دهد.